# Голуб, Тамила Григорьевна
Тамила Григорьевна Голуб (укр. Таміла Григорівна Голуб; род. 15 мая 1999, Черкассы) — португальская пловчиха украинского происхождения.

## Биография
Участвовала в женском заплыве на 800 метров вольным стилем на летних Олимпийских играх 2016 года. Выступала за Университет штата Северная Каролина осенью 2017 года. Прошла квалификацию за сборную Португалии по плаванию на летних Олимпийских играх 2020 года.
В 2019 году представляла Португалию на чемпионате мира по водным видам спорта, который проходил в Кванджу, Республика Корея, где участвовала в женском заплыве на 800 метров вольным стилем и женском заплыве на 1500 метров вольным стилем. В обоих заплывах не прошла в финал. Также участвовала в женской эстафете 4 × 200 метров вольным стилем.